# Before the Poison
Before the Poison è un album in studio della cantante britannica Marianne Faithfull, pubblicato nel 2004.

## Tracce
1. The Mystery of Love (PJ Harvey) – 3:53
2. My Friends Have (PJ Harvey) – 2:48
3. Crazy Love (Marianne Faithfull, Nick Cave) – 4:04
4. Last Song (Marianne Faithfull, Damon Albarn) – 3:19
5. No Child of Mine (PJ Harvey) – 6:15
6. Before the Poison (Marianne Faithfull, PJ Harvey) – 4:10
7. There Is a Ghost (Marianne Faithfull, Nick Cave) – 4:32
8. In the Factory (Marianne Faithfull, PJ Harvey) – 3:51
9. Desperanto (Marianne Faithfull, Nick Cave) – 4:22
10. City of Quartz (Marianne Faithfull, Jon Brion) – 4:04